# Magyar csapatok az UEFA-bajnokok ligájában
Ez a szócikk az UEFA-bajnokok ligájában szereplő magyar klubcsapatok eredményeit tartalmazza.

## Szezononként
Az eredmények a magyar csapat szempontjából vannak feltüntetve. A vastag betűvel jelzett csapatok jutottak tovább.

### 1992–1999
| Jelmagyarázat       |
| ------------------- |
| hazai mérkőzés      |
| idegenbeli mérkőzés |

| Szezon  | Magyar bajnok | Forduló         | Ellenfél            | 1. mérk. | 2. mérk. | Össz. | Forrás |
| ------- | ------------- | --------------- | ------------------- | -------- | -------- | ----- | ------ |
| 1992–93 | Ferencváros   | 1. forduló      | Slovan Bratislava   | 1–4      | 0–0      | 1–4   | [ 1 ]  |
| 1993–94 | Honvéd        | 1. forduló      | Manchester United   | 2–3      | 1–2      | 3–5   | [ 2 ]  |
| 1994–95 | Vác           | Selejtezőkör    | Paris Saint-Germain | 0–3      | 1–2      | 1–5   | [ 3 ]  |
| 1995–96 | Ferencváros   | Selejtezőkör    | Anderlecht          | 1–0      | 1–1      | 2–1   | [ 4 ]  |
| 1995–96 | Ferencváros   | Csoportkör      | Grasshoppers        | 3–0      | 3–3      |       | [ 4 ]  |
| 1995–96 | Ferencváros   | Csoportkör      | Ajax                | 1–5      | 0–4      |       | [ 4 ]  |
| 1995–96 | Ferencváros   | Csoportkör      | Real Madrid         | 1–6      | 1–1      |       | [ 4 ]  |
| 1996–97 | Ferencváros   | Selejtezőkör    | Göteborg            | 0–3      | 1–1      | 1–4   | [ 5 ]  |
| 1997–98 | MTK           | 1. selejtezőkör | Pjunik Jerevan      | 2–0      | 4–3      | 6–3   | [ 6 ]  |
| 1997–98 | MTK           | 2. selejtezőkör | Rosenborg           | 0–1      | 1–3      | 1–4   | [ 6 ]  |
| 1998–99 | Újpest        | 1. selejtezőkör | Zimbru Chișinău     | 0–1      | 3–1      | 3–2   | [ 7 ]  |
| 1998–99 | Újpest        | 2. selejtezőkör | Sturm Graz          | 0–4      | 2–3      | 2–7   | [ 7 ]  |

### 2000–2009
| Szezon    | Magyar bajnok | Forduló         | Ellenfél          | 1. mérk. | 2. mérk.             | Össz.                | Forrás |
| --------- | ------------- | --------------- | ----------------- | -------- | -------------------- | -------------------- | ------ |
| 1999–2000 | MTK           | 2. selejtezőkör | ÍBV               | 2–0      | 3–1                  | 5–1                  | [ 8 ]  |
| 1999–2000 | MTK           | 3. selejtezőkör | Dinamo Zagreb     | 0–0      | 0–2                  | 0–2                  | [ 8 ]  |
| 2000–01   | Dunaferr      | 2. selejtezőkör | Hajduk Split      | 2–0      | 2–2                  | 4–2                  | [ 9 ]  |
| 2000–01   | Dunaferr      | 3. selejtezőkör | Rosenborg         | 2–2      | 1–2                  | 3–4                  | [ 9 ]  |
| 2001–02   | Ferencváros   | 2. selejtezőkör | Hajduk Split      | 0–0      | 0–0 (11-esekkel 4–5) | 0–0 (11-esekkel 4–5) | [ 10 ] |
| 2002–03   | Zalaegerszeg  | 2. selejtezőkör | NK Zagreb         | 1–0      | 1–2                  | 2–2 (i.g.)           | [ 11 ] |
| 2002–03   | Zalaegerszeg  | 3. selejtezőkör | Manchester United | 1–0      | 0–5                  | 1–5                  | [ 11 ] |
| 2003–04   | MTK           | 2. selejtezőkör | HJK               | 3–1      | 0–1                  | 3–2                  | [ 12 ] |
| 2003–04   | MTK           | 3. selejtezőkör | Celtic            | 0–4      | 0–1                  | 0–5                  | [ 12 ] |
| 2004–05   | Ferencváros   | 2. selejtezőkör | KF Tirana         | 3–2      | 0–1                  | 3–3 (i.g.)           | [ 13 ] |
| 2004–05   | Ferencváros   | 3. selejtezőkör | Sparta Praha      | 1–0      | 0–2 (h.u.)           | 1–2                  | [ 13 ] |
| 2005–06   | Debrecen      | 2. selejtezőkör | Hajduk Split      | 3–0      | 5–0                  | 8–0                  | [ 14 ] |
| 2005–06   | Debrecen      | 3. selejtezőkör | Manchester United | 0–3      | 0–3                  | 0–6                  | [ 14 ] |
| 2006–07   | Debrecen      | 2. selejtezőkör | Rabotnicski       | 1–1      | 1–4                  | 2–5                  | [ 15 ] |
| 2007–08   | Debrecen      | 2. selejtezőkör | Elfsborg          | 0–1      | 0–0                  | 0–1                  | [ 16 ] |
| 2008–09   | MTK           | 2. selejtezőkör | Fenerbahçe        | 0–2      | 0–5                  | 0–7                  | [ 17 ] |

### 2010–2019
| Szezon  | Magyar bajnok   | Forduló         | Ellenfél          | 1. mérk. | 2. mérk.             | Össz.      | Forrás |
| ------- | --------------- | --------------- | ----------------- | -------- | -------------------- | ---------- | ------ |
| 2009–10 | Debrecen        | 2. selejtezőkör | Kalmar            | 2–0      | 1–3                  | 3–3 (i.g.) | [ 18 ] |
| 2009–10 | Debrecen        | 3. selejtezőkör | Levadia           | 1–0      | 1–0                  | 2–0        | [ 18 ] |
| 2009–10 | Debrecen        | Rájátszás       | Levszki           | 2–1      | 2–0                  | 4–1        | [ 18 ] |
| 2009–10 | Debrecen        | Csoportkör      | Liverpool         | 0–1      | 0–1                  |            | [ 18 ] |
| 2009–10 | Debrecen        | Csoportkör      | Lyon              | 0–4      | 0–4                  |            | [ 18 ] |
| 2009–10 | Debrecen        | Csoportkör      | Fiorentina        | 3–4      | 2–5                  |            | [ 18 ] |
| 2010–11 | Debrecen        | 2. selejtezőkör | Levadia           | 1–1      | 3–2                  | 4–3        | [ 19 ] |
| 2010–11 | Debrecen        | 3. selejtezőkör | Basel             | 0–2      | 1–3                  | 1–5        | [ 19 ] |
| 2011–12 | Videoton        | 1. selejtezőkör | Sturm             | 0–2      | 3–2                  | 3–4        | [ 20 ] |
| 2012–13 | Debrecen        | 2. selejtezőkör | Skënderbeu        | 0–1      | 3–0                  | 3–1        | [ 21 ] |
| 2012–13 | Debrecen        | 3. selejtezőkör | BATE              | 1–1      | 0–2                  | 1–3        | [ 21 ] |
| 2013–14 | Győr            | 1. selejtezőkör | Makkabi Tel-Aviv  | 0–2      | 1–2                  | 1–4        | [ 22 ] |
| 2014–15 | Debrecen        | 2. selejtezőkör | Cliftonville      | 0–0      | 2–0                  | 2–0        | [ 23 ] |
| 2014–15 | Debrecen        | 3. selejtezőkör | BATE              | 1–0      | 1–3                  | 2–3        | [ 23 ] |
| 2015–16 | Videoton        | 2. selejtezőkör | TNS               | 1–0      | 1–1 (h.u.)           | 2–1        | [ 24 ] |
| 2015–16 | Videoton        | 3. selejtezőkör | BATE              | 1–1      | 0–1                  | 1–2        | [ 24 ] |
| 2016–17 | Ferencváros     | 2. selejtezőkör | Partizani Tirana  | 1–1      | 1–1 (11-esekkel 1–3) | 2–2        | [ 25 ] |
| 2017–18 | Budapest Honvéd | 2. selejtezőkör | Hapóél Beér-Seva  | 2–3      | 1–2                  | 3–5        | [ 26 ] |
| 2018–19 | MOL Vidi        | 1. selejtezőkör | Dudelange         | 1–1      | 2–1                  | 3–2        | [ 27 ] |
| 2018–19 | MOL Vidi        | 2. selejtezőkör | Ludogorec Razgrad | 0–0      | 1–0                  | 1–0        | [ 27 ] |
| 2018–19 | MOL Vidi        | 3. selejtezőkör | Malmö FF          | 1–1      | 0–0                  | 1–1 (i.g.) | [ 27 ] |
| 2018–19 | MOL Vidi        | Rájátszás       | AÉK               | 1–2      | 1–1                  | 2–3        | [ 27 ] |

### 2020–2029
| Szezon  | Magyar bajnok | Forduló         | Ellenfél          | 1. mérk. | 2. mérk. | Össz.      | Forrás |
| ------- | ------------- | --------------- | ----------------- | -------- | -------- | ---------- | ------ |
| 2019–20 | Ferencváros   | 1. selejtezőkör | Ludogorec Razgrad | 2–1      | 3–2      | 5–3        | [ 28 ] |
| 2019–20 | Ferencváros   | 2. selejtezőkör | Valletta FC       | 3–1      | 1–1      | 4–2        | [ 28 ] |
| 2019–20 | Ferencváros   | 3. selejtezőkör | Dinamo Zagreb     | 1–1      | 0–4      | 1–5        | [ 28 ] |
| 2020–21 | Ferencváros   | 1. selejtezőkör | Djurgårdens IF    | 2–0      | nincs    |            | [ 31 ] |
| 2020–21 | Ferencváros   | 2. selejtezőkör | Celtic            | 2–1      | nincs    |            | [ 31 ] |
| 2020–21 | Ferencváros   | 3. selejtezőkör | Dinamo Zagreb     | 2–1      | nincs    |            | [ 31 ] |
| 2020–21 | Ferencváros   | Rájátszás       | Molde             | 3–3      | 0–0      | 3–3 (i.g.) | [ 31 ] |
| 2020–21 | Ferencváros   | Csoportkör      | Barcelona         | 1–5      | 0–3      |            | [ 31 ] |
| 2020–21 | Ferencváros   | Csoportkör      | Dinamo Kijiv      | 2–2      | 0–1      |            | [ 31 ] |
| 2020–21 | Ferencváros   | Csoportkör      | Juventus          | 1–4      | 1–2      |            | [ 31 ] |
| 2021–22 | Ferencváros   | 1. selejtezőkör | Pristina          | 3–0      | 3–1      | 6–1        | [ 32 ] |
| 2021–22 | Ferencváros   | 2. selejtezőkör | Žalgiris          | 2–0      | 3–1      | 5–1        | [ 32 ] |
| 2021–22 | Ferencváros   | 3. selejtezőkör | Slavia Praha      | 2–0      | 0–1      | 2–1        | [ 32 ] |
| 2021–22 | Ferencváros   | Rájátszás       | Young Boys        | 2–3      | 2–3      | 4–6        | [ 32 ] |
| 2022–23 | Ferencváros   | 1. selejtezőkör | Tobil             | 0–0      | 5–1      | 5–1        | [ 33 ] |
| 2022–23 | Ferencváros   | 2. selejtezőkör | Slovan Bratislava | 1–2      | 4–1      | 5–3        | [ 33 ] |
| 2022–23 | Ferencváros   | 3. selejtezőkör | Qarabağ           | 1–1      | 1–3      | 2–4        | [ 33 ] |
| 2023–24 | Ferencváros   | 1. selejtezőkör | KÍ                | 0–0      | 0–3      | 0–3        | [ 34 ] |
| 2024–25 | Ferencváros   | 2. selejtezőkör | The New Saints    | 5–0      | 2–1      | 7–1        | [ 35 ] |
| 2024–25 | Ferencváros   | 3. selejtezőkör | Midtjylland       | 0–2      | 1–1      | 1–3        | [ 35 ] |
| 2025–26 | Ferencváros   | 2. selejtezőkör | Noah              | 2–1      | 4–3      | 6–4        | [ 36 ] |
| 2025–26 | Ferencváros   | 3. selejtezőkör | Ludogorec Razgrad | 0–0      | 3–0      | 3–0        | [ 36 ] |
| 2025–26 | Ferencváros   | Rájátszás       | Qarabağ           | (08.19)  | (08.27)  |            | [ 36 ] |

1. ↑  Az UEFA 2020. június 17-i döntése alapján a Covid19-pandémia miatt a rájátszást megelőző valamennyi fordulóban egy mérkőzés döntött a továbbjutásról, a pályaválasztóról sorsolás döntött.[29][30]

## Csapatonként

### Szereplések száma szerint
(Főtáblára való jutás idénye vastaggal)
| Csapat                         | Szereplések száma | Szezonok |
| ------------------------------ | ----------------- | --- |
| Ferencváros                    | 13                | 1992–93, 1995–96, 1996–97, 2001–02, 2004–05, 2016–17, 2019–20, 2020–21, 2021–22, 2022–23, 2023–24, 2024–25, 2025–26 |
| Debrecen                       | 7                 | 2005–06, 2006–07, 2007–08, 2009–10, 2010–11, 2012–13, 2014–15                                                       |
| MTK                            | 4                 | 1997–98, 1999–2000, 2003–04, 2008–09                                                                                |
| MOL Vidi (2018 előtt Videoton) | 3                 | 2011–12, 2015–16, 2018–19                                                                                           |
| Honvéd                         | 2                 | 1993–94, 2017–18 |
| Vác                            | 1                 | 1994–95 |
| Újpest                         | 1                 | 1998–99 |
| Dunaferr                       | 1                 | 2000–01 |
| Zalaegerszeg                   | 1                 | 2002–03 |
| Győr                           | 1                 | 2013–14 |

## Lásd még
- Magyar csapatok az Európa-ligában
- Magyar csapatok az UEFA Konferencia Ligában